# Bulinus reticulatus
Bulinus reticulatus е вид коремоного от семейство Planorbidae.

## Разпространение
Видът е разпространен в Ботсвана, Етиопия, Замбия, Зимбабве, Кения, Мозамбик, Намибия, Свазиленд и Южна Африка.